# Pro-Peking-Lager (Macau)
Als Pro-Peking-Lager, pro-chinesisches Lager oder pekingtreues Lager (chinesisch 建制派 – „Lager der Etablierten, regierungsnahes Lager, das Regierungslager“, portugiesisch acampamento pró estabelecimento oder 親中派, englisch pro-China camp, Pro-Beijing camp – „chinanahes Lager, pekingnahes Lager“, portugiesisch acampamento pró China, acampamento pró-Pequim) werden alle politischen Kräfte in der Sonderverwaltungszone Macau bezeichnet, die allgemein die Politik der Regierung der Volksrepublik China in Peking unterstützen. Dem Pro-Peking-Lager steht das Pro-Demokratie-Lager gegenüber.
Die Politiker, Parteien und Unterstützer des Pro-Peking-Lagers haben gemeinsam, dass sie die grundsätzliche politische Ideologie und Wirtschaftspolitik der Kommunistischen Partei Chinas, insbesondere den Sozialismus chinesischer Prägung, mittragen, während sie sich in Ansichten der Regionalpolitik in Macau auch unterscheiden können. Die gemeinsame Ideologie stützt sich in besonderem Maße auf den chinesischen Patriotismus mit dem Ziel, Macau politisch, wirtschaftlich und auch kulturell stärker an Festlandchina zu binden.
Ähnlich wie bei der marktwirtschaftlichen Wirtschaftspolitik der Kommunistischen Partei Chinas in Festlandchina bedeutet ein Sozialismus chinesischer Prägung keinen echten Sozialismus im theoretischen Sinne, sondern eine sehr wirtschaftsliberal ausgerichtete Politik. In Macau dominiert insbesondere die Glücksspiellobby die Politik und dabei fast ausschließlich das Pro-Peking-Lager. Im Gegensatz zum Pro-Demokratie-Lager gilt das Pro-Peking-Lager als den Lobbyisten der Glücksspielindustrie besonders hörig.
Das Pro-Peking-Lager dominiert die Politik in Macau noch stärker als das Pro-Peking-Lager Hongkongs die Politik in Hongkong. Die Opposition in der Gesetzgebenden Versammlung von Macau ist nur in sehr geringer Zahl vorhanden, sodass das Pro-Peking-Lager eine breite Machtbasis besitzt. Zustimmung erhalten Vertreter des Pro-Peking-Lagers in Macau insbesondere durch die vielen Zuwanderer aus Festlandchina, die 2016 knapp 44 % der Bevölkerung Macaus ausmachten und vom Pro-Peking-Lager zum Beispiel durch das Streben nach einer engen Anbindung an ihre Heimat, Festlandchina, angezogen werden.